# Niels Viggo Bentzon
Niels Viggo Bentzon (ur. 24 sierpnia 1919 w Kopenhadze, zm. 25 kwietnia 2000 w Frederiksberg) – duński kompozytor i pianista.

## Życiorys
Pochodził z rodziny muzycznej, był potomkiem Johanna Petera Emiliusa Hartmanna i kuzynem Jørgena Bentzona. Początkowo uczył się gry na fortepianie od matki. W latach 1938–1942 uczęszczał do Królewskiego Duńskiego Konserwatorium Muzycznego, gdzie odbył studia pianistyczne i organowe u Knuda Jeppesena, Christiana Christiansena i Emiliusa Bangerta. W zakresie kompozycji był samoukiem. Od 1949 roku wykładowca kopenhaskiego konserwatorium. Uczył także w konserwatorium w Aarhus.
Koncertował jako pianista w krajach skandynawskich, Francji i Wielkiej Brytanii. W jego repertuarze znajdowały się dzieła twórców romantycznych i współczesnych, przede wszystkim Brahmsa i Hindemitha. Poza muzyką zajmował się również pisarstwem i malarstwem. Pisał poezje, a także był autorem książek poświęconych Beethovenowi i dodekafonii.
Trzykrotnie odznaczany przez duńskich monarchów, od 1965 Kawaler, od 1977 Kawaler 1. Stopnia i od 1986 Komandor Orderu Danebroga.

## Twórczość
Bogaty dorobek kompozytorski Bentzona obejmuje przeszło 600 dzieł. W swojej twórczości stworzył rodzaj syntetycznego eklektyzmu, w różnych okresach sięgał po elementy neoklasycyzmu, jazzu, atonalności i aleatoryzmu, dostrzegalne są w niej wpływy Bartóka, Strawinskiego, Hindemitha i Nielsena. Był autorem cyklu tzw. „kompendiów” fortepianowych, w których w pastiszowy i neostylistyczny sposób nawiązywał do twórczości dawniejszych mistrzów takich jak Johann Sebastian Bach, Fryderyk Chopin czy Robert Schumann.
Skomponował m.in. opery Faust III (1964) Die Automaten (1974) i Savonarola (1986), balety Metafor (1950), Jenny von Westphalen (1965) i Duell (1975), 22 symfonie, 14 kwartetów smyczkowych, 8 koncertów fortepianowych, 4 koncerty skrzypcowe, 3 koncerty wiolonczelowe, 2 koncerty fletowe, Uwerturę na orkiestrę kameralną (1942), Sonatę orkiestrową na flet i smyczki (1943), Intrada (1950), Wariacje symfoniczne (1953), 5 Mobiles (1950), Reflection Suite na smyczki (1972), Feature Article on René Descartes (1975), Variations without a Theme na fortepian i orkiestrę (1980), oratorium Torquilla (1960), kantaty Bonjour Max Ernst (1961) i Det rustre menageri (1972), In the Forest na róg solo (1968), Observations (1974).